# Дом музей „Пеньо Пенев“
Домът музей „Пеньо Пенев“ е филиал на Историческия музей в Димитровград. Посветен е на живота и творчеството на поета Пеньо Пенев.

## История
- През 1964 г. към Музея на социалистическото строителство в Димитровград се открива изложба „Пеньо Пенев“, която прераства в експозиция.
- От 1970 г. експозицията е на бул. „Димитър Благоев“ № 9 в жилището, където е живял поетът.
- През 1980 г. експозицията е преименувана на Дом музей „Пеньо Пенев“.
- С решение на Общинския съвет в Димитровград от 2005 г. домът е включен в структурата на .

## Експозиция
Експозицията е изградена на хронологичен принцип, следвайки биографията на поета. В автентичен вид е запазена стаята, в която е живял със семейството си. В музея се съхраняват над 1500 музейни единици. Сред тях е личният архив на Пенев, който включва записки, стихове, лични вещи и др. Музеят разполага със записи на оригинални изпълнения на поета на негови стихотворения.

## Събития
Музеят е съорганизатор на Димитровградските дни на поезията „Пеньо Пенев“, които се провеждат на всеки 2 години в началото на май, когато е рождената дата на поета. В рамките на тези празници за високи творчески постижения в поезията се връчва Националната литературна награда „Пеньо Пенев (награда)“. Веднъж на 4 години се присъжда международна литературна награда.
Музеят организира изложби, конкурси, литературни срещи, поклонения, дискусии, научни конференции, спектакли, чествания на годишнини и пр.